# Македонски сълзи
 Тази статия е за списанието, излизало в Чирпан.  За вестника, излизал в Горна Джумая вижте Македонска сълза.  
„Македонски сълзи“ с подзаглавие Списание за наука и насърдчение на българската младеж е българско списание, издавано от Мильо Касабов, бащата на Гео Милев в 1885 година в Чирпан, Източна Румелия. 
Касабов започва да издава списанието на възраст около 17 - 18 години. Първият брой на списанието излиза през март 1885 години. Публикува се месечно и излизат 6 броя под редакцията на Мильо Касабов. След спирането на списанието Касабов го замества с издаването на ръкописния вестник „Човешки правдини“ в 1866 година. След време Гео Милев намира няколко броя от списание „Македонски сълзи“ в дома си и се впечатлява от акростиха, който образува „Македония плаче“. Според други сведения от вестника е излязъл само един брой.